# Lepidodes limicola
Lepidodes limicola là một loài bướm đêm trong họ Erebidae.